# Marbletown
Marbletown – miasto w Stanach Zjednoczonych, w stanie Nowy Jork, w hrabstwie Ulster. Na rok 2010 liczba ludności wyniosła 5607. 